# Samuel Eyles Pierce
Samuel Eyles Pierce (Devonshire, 23 giugno 1746 – Clapham, 10 maggio 1829) è stato un predicatore e teologo inglese.
Abbreviato normalmente nelle citazioni come S. E. Pierce, è stato un ministro di culto delle chiese evangeliche battiste appartenente alla corrente calvinista stretta. Lodato dallo stesso Charles Spurgeon per la profondità delle sue introspezioni nel messaggio biblico e per la sua viva spiritualità, i suoi sermoni ed opere continuano ad essere pubblicate oggi.

## Biografia
Samuel Pierce era figlio di Asam Pierce, falegname di Honiton, e di Susanna Chilcott. Sua madre lo destina al ministero nella Chiesa di Inghilterra.
Il suo interesse per la fede cristiana gli è suscitato dalla lettura di un libro di Antony Horneck, e dalle idee di Augustus Toplady che ode predicare. Fra il 1772 e il 1775 passa molto tempo a Londra, ascoltando i sermoni di William Romaine dalle cui opinioni si sente attratto. Nello stesso periodo chiede di essere seguito nel suo percorso formativo da John Wesley, che subito manda ad informarsi di lui. Pierce, però, non era delle stesse persuasioni teologiche e la cosa viene presto interrotta.
Nel 1775 viene accolto presso il college di Lady Huntingdon a Trefeca (Galles). Lady Huntingdon è impressionata dalle capacità e fervore del Pierce, e presto gli offre un contratto di 4 anni come predicatore nell'ambito delle parrocchie anglicane di cui fornisce le prebende. Nel gennaio del 1776 il Pierce inizia il suo ministero a Hay, Brecknock, visitando spesso il Lincolnshire, il Sussex e la Cornovaglia.
Terminato questo periodo e persuaso ora che solo il battesimo dei credenti sia la forma legittima di battesimo comandata dalle Scritture, è chiamato ad essere pastore di una chiesa indipendente a Truro. Nel 1789 sorgono però delle dispute e Pierce viene accusato di antinomismo e di "predicare al di sopra delle capacità del popolo". Sua moglie dirige una scuola in città ma, prendendo le parti dei suoi nemici, lo caccia da casa. Pierce si ritira così nella residenza di un amico a Boskenna (Cornovaglia) dove diventa tutore dei figli di lui ed occasionalmente predica nella regione circostante.
Verso la fine del 1796 è a Londra dove pubblica "Discorsi preparatori all'amministrazione della Cena del Signore" (II edizione 1827) conseguendo una certa notorietà. Nel 1802 è nominato conferenziere agli incontri del martedì presso il Good Samaritan's Shoe Lane. Gradualmente diventa a Londra un popolare predicatore calvinista. Nel settembre 1809 i suoi fedeli uditori si costituiscono come chiesa evangelica battista, nominandolo loro ministro. La loro cappella sarà più tardi conosciuta come Bailey's Chapel a Brixton. Passa alcuni anni poi come predicatore itinerante nell'ovest dell'Inghilterra e per qualche tempo svolge ancora il ministero pastorale a Truro. Durante la sua assenza da Londra i suoi sermoni sono letti da un membro della comunità, "indisposta a tollerare altri predicatori". La sua prima moglie muore a Truro nel 1807 e lui si risposa nel 1819.
Pierce muore il 10 maggio 1829 a Acre Lane, Clapham, Londra.

## Opere
- An Essay towards an Unfolding of the Glory of Christ,' in several sermons, with preface by Rev. R. Hawker, D.D., 2 vols. 1803-11.
- A Treatise upon- Growth in Grace/ 1st edit. 1804, with preface by Rev. J. Nicholson; 2nd edit. 1809.
- A Brief Scriptural Testimony of the Divinity... Personality, Work, &c., of the Holy Spirit... with recom- mendatory preface by J. Nicholson,' 1805; 2nd edit. 1810.
- Letters on Scriptural Subjects, 1817; 4th edit. 1862, 2 vols.
- Miscellaneous Expositions, Paraphrases, Sermons, and Letters, 1818.
- Paul's Apostolic Curse, 1820.
- Death and Dying' 1822; 4th ediz. 1856.
- A true Outline and Sketch of the Life of Samuel Eyles Pierce, Minister of the Everlasting Gospel. Written by himself in the year 1822 in six sections. Stampato nel 1824. . . with an appendix... together with a Funeral Sermon written by himself, and a Catalogue of all his Writings, whether published or in manuscript. Stampato privatamente.
- Exposition of the Epistle General of St. John (postumo), 1835, 2 vols.